# Brás Cubas
Brás Cubas (Porto, dezembro de 1507 — Porto, 10 de março de 1592) foi um fidalgo e explorador português. Fundador da vila de Santos (hoje cidade), governou por duas vezes a Capitania de São Vicente (1545-1549 e 1555-1556). É considerado por alguns historiadores como fundador de Mogi das Cruzes, em 1560.

## Biografia
Filho de João Pires Cubas e de Isabel Nunes, chegou ao Brasil no ano de 1531 com a expedição de Martim Afonso de Sousa, fundador da vila de São Vicente.
Em 1536, recebeu sesmarias na recém-formada Capitania de São Vicente, onde desenvolveu a agricultura da cana-de-açúcar e montou engenho de açúcar. Chegou a ser o maior proprietário de terras da baixada Santista, fundando um porto, uma capela e um hospital - a Santa Casa de Misericórdia de Todos os Santos (1543), que dariam origem à vila, atual cidade de Santos.
Sendo o porto de Santos mais bem localizado que o de São Vicente, Brás Cubas foi o responsável pela transferência do porto da Ponta da Praia para o Centro, nas cercanias do Outeiro de Santa Catarina.
Capitão-mor de São Vicente (1545), em 1551, foi nomeado por D. João III Provedor e Contador das rendas e direitos da Capitania; no ano seguinte, fez erguer o Forte de São Filipe da Bertioga na ilha de Santo Amaro. Teve participação destacada na defesa da Capitania contra os ataques dos Tamoios, aliados aos franceses. Mais tarde, por ordem do terceiro governador-geral Mem de Sá, realizou expedições pelo interior em busca de ouro e prata. Teria chegado até à chapada Diamantina no sertão da Bahia. 
Suas tentativas de escravizar os indígenas resultaram numa revolta que acabou por determinar o surgimento da Confederação dos Tamoios, que só pôde ser parcialmente contida pela atuação dos padres jesuítas Manuel da Nóbrega e José de Anchieta.
Ao falecer, era fidalgo da Casa Real e o senhor mais respeitado da Capitania. O título de Alcaide-mor da vila de Santos passou a seu filho, Pero Cubas.

## Confusão com o personagem de Machado de Assis
Na obra fictícia Memórias Póstumas de Brás Cubas (1881), de Machado de Assis, o narrador Brás Cubas conta que seu pai, de sobrenome Cubas, nomeou o filho "Brás" como forma de se passar por descendente do explorador Brás Cubas. No entanto, após os verdadeiros descendentes do explorador português contestarem o Sr. Cubas, ele inventou outra versão para a origem do sobrenome da família, tentando dar-lhe um ar de fidalguia: "alegava meu pai [...] que o dito apelido fora dado a um cavaleiro, herói nas jornadas da África, em prêmio da façanha que praticou arrebatando trezentas cubas aos mouros."